# Caius Bruttius Praesens (consul en 217)
Pour les articles homonymes, voir Caius Bruttius Praesens.
Caius Bruttius Praesens est un homme politique de la Rome antique et un sénateur du IIIe siècle apr. J.-C.

## Biographie
Bruttius était issu d'une famille patricienne, la gens Bruttia, originaire de Lucanie. Son père, Lucius Bruttius Quintius Crispinus était devenu consul en 187. Son fils était peut-être Caius Bruttius Praesens, qui fut nommé consul en 246. Bruttius lui-même était prêtre salien en 199. Il fit partie du consulat en 217.